# هنري كيلين (دراج)
هنري كيلين (بالفرنسية: Henri Kellen)‏ هو دراج لوكسمبورغي، ولد في 7 أبريل 1927 في Hautcharage ‏ في لوكسمبورغ، وتوفي في 27 أغسطس 1950.

## وصلات خارجية
- هنري كيلين على موقع أرشيف الدراجات (الإنجليزية)
- هنري كيلين على موقع إحصائيات الدراجات الإحترافية (الإنجليزية)
- هنري كيلين على موقع أوليمبيديا (الإنجليزية)